# Herb województwa podkarpackiego

Herb województwa podkarpackiego

Herb województwa podkarpackiego – symbol województwa podkarpackiego. Herb przedstawia na tarczy dwudzielnej w słup w lewym polu czerwonym gryfa ukoronowanego srebrnego wspiętego w lewo, w prawym błękitnym lwa ukoronowanego złotego wspiętego o języku czerwonym. Ponad nimi krzyż kawalerski srebrny.
Herb został ustanowiony uchwałą sejmiku w dniu 28 sierpnia 2000 r.

## Symbolika
Wygląd herbu odzwierciedla jego dziedzictwo historyczne i położenie geograficzne:
- srebrny gryf – symbolizuje województwo bełskie
- lew ruski – symbolizuje województwo ruskie
- krzyż kawalerski – widniejący w herbie Rzeszowa.